# Talsperre Colbún
Die Talsperre Colbún bzw. das Kraftwerk Colbún (spanisch Central [hidroeléctrica] Colbún) ist ein Wasserkraftwerk in Chile. Die Talsperre staut den Río Maule zu einem Stausee (span. Lago Colbún) auf. Sie liegt in der Region VII, ungefähr 40 km südöstlich der Stadt Talca. Die Talsperre Machicura liegt ungefähr 6 km südwestlich und die Talsperre Pehuenche ca. 20 km südöstlich von Colbún.
Mit dem Projekt zur Errichtung der Talsperre wurde im Jahre 1983 (bzw. 1981) begonnen. Im Dezember 1984 wurde mit dem Einstau begonnen, der bis zum März des folgenden Jahres abgeschlossen war. Das Kraftwerk Colbún ging im Juni 1985 in Betrieb. Es ist im Besitz der Colbún S.A. und wird auch von Colbún betrieben.

## Absperrbauwerk
Das Absperrbauwerk besteht aus einem Hauptdamm mit einer Höhe von 118 m sowie drei weiteren Dämmen (span. pretiles). Die Länge der Dammkrone des Hauptdamms beträgt 540 m. Der Hauptdamm verfügt über eine Hochwasserentlastung mit vier Toren.
Um die Dämme errichten zu können, wurde im Januar 1981 zwei parallele Umleitungstunnel angelegt, mit einer Höhe von 16 m, einer Breite von 13 m und einer Länge von 800 bzw. 875 m.

## Stausee
Bei Vollstau erstreckt sich der Stausee über eine Fläche von rund 46,6 (bzw. 57) km² und fasst 1,49 Mrd. m³ Wasser.

## Kraftwerk
Das Kraftwerk Colbún gehört mit einer installierten Leistung von 474 (bzw. 400 oder 478) MW zu den größten Wasserkraftwerken in Chile (Stand April 2015). Die durchschnittliche Jahreserzeugung schwankt mit der Wasserführung des Río Maule: sie lag im Jahre 2010 bei 1,542 Mrd. kWh und im Jahre 2006 bei 3,452 Mrd. kWh.
Die zwei Maschinen des Kraftwerks gingen im Juni 1985 in Betrieb. Sie befinden sich in einem unterirdischen Maschinenhaus 100 m unter der Erde. Ein Tunnel mit einer Länge von 2,6 km verbindet den Staudamm mit dem Kraftwerk. Die zwei Francis-Turbinen wurden von Voith und die Generatoren von Siemens geliefert. Die Turbinen leisten jede 200 MW.
Nachdem das Wasser das Kraftwerk Colbún passiert hat, wird es in den Stausee der Talsperre Machicura geleitet.